# Emil Meisen
Emil Meisen (* 12. November 1939; † 17. Juni 2022) war ein deutscher Fußballspieler. Er hat von 1963 bis 1972 beim Wuppertaler SV in der damals zweitklassigen Fußball-Regionalliga West 291 Punktspiele absolviert und fünf Tore erzielt. Nach dem Bundesligaaufstieg 1972 schlossen sich in der Fußball-Bundesliga noch weitere 59 Ligaspiele an.

## Karriere
Der ursprüngliche Halbstürmer im damaligen WM-System Emil Meisen spielte in der Jugend von TuRU Düsseldorf, in der Saison 1961/62 mit dem VfL Benrath und 1962/63 mit dem SV Neukirchen in der 2. Liga West. In Benrath absolvierte er 29 und in Neukirchen 28 Ligaspiele. Bei den Blau-Gelben aus der Stadt Neukirchen-Vluyn erzielte er auch noch drei Treffer. Nach der neuen Ligenstruktur mit Bundesliga und dem Unterbau der Regionalligen, schloss er sich zur Saison 1963/64 dem Regionalligisten Wuppertaler SV an. Da der DFB-Pokal des Jahres 1963 erst kurz vor Rundenbeginn 1963/64 ausgespielt wurde, kam Meisen im ersten Hauptrundenspiel am 27. Juli 1963, einem Wiederholungsspiel gegen den KSV Hessen Kassel, für den WSV beim 3:0-Erfolg auf Halblinks zum Einsatz. Im Viertelfinale glückte am 31. Juli ein 1:0-Heimerfolg gegen Borussia Neunkirchen. Den ersten sportlichen Höhepunkt in Wuppertal stellte das Halbfinalspiel am 7. August vor 38.000 Zuschauern im Stadion am Zoo gegen den Hamburger SV dar. Die Mannen um Uwe Seeler und Gert Dörfel zogen mit einem knappen 1:0-Erfolg in das Finale ein. Unter Trainer Robert Gebhardt kam er am Starttag, den 4. August 1963, beim 2:1-Heimerfolg gegen die von Hennes Weisweiler trainierte Viktoria Köln zu seinem Regionalligadebüt. Das WSV-Innentrio setzte sich aus Manfred Reichert, Werner Tönges und Meisen zusammen. Die Rot-Blauen vom Stadion am Zoo errangen mit Spielern wie Günter Augustat, Erich Haase, Günter Jäger, Jürgen Papies, Manfred Reichert und Meisen hinter Meister Alemannia Aachen, die Vizemeisterschaft. Meisen hatte in 37 Spielen drei Tore erzielt. Sie verloren aber die zwei Qualifikationsspiele zum Einzug in die Aufstiegsrunde zur Bundesliga gegen den Südwestvertreter FK Pirmasens (0:2/1:2).
Es folgten drei Runden mit einstelligen Platzierungen, aber ohne Chance in die Bundesligaaufstiegsrunde einzuziehen. Meisen gehörte durchgehend der Stammbesetzung an, veränderte sich aber unter Trainer Alfred Preißler in die Läuferreihe. Im dritten Tainerjahr des ehemaligen Dortmunder Meisterspielers, 1967/68, kämpfte der WSV mit Meisen um den Klassenerhalt. Die Abgänge von Augustat, Haase, Papies und Horst Stockhausen konnten nicht kompensiert werden und Preißler wurde bereits im Laufe der Hinrunde durch Kuno Klötzer ersetzt. Mit dem 15. Rang glückte in der 18er-Staffel der Klassenerhalt. Meisen hatte 29 Spiele absolviert und Erich Miss die ersten Gehversuche unternommen.
Mit der Übernahme der Trainingsleitung durch Horst Buhtz zur Saison 1968/69 ging es für Meisen und seine Mitspieler wieder aufwärts. Bei den Neuzugängen zeigte der ehemalige Italienprofi mit der Verpflichtung von Reza Adelkhani, Heinz Bonn, Werner Gräber, Hermann Straschitz, Rainer Skrotzki und Herbert Stöckl ein gutes Auge. Das Rundenergebnis war der fünfte Platz. Als im zweiten Jahr, 1969/70, mit Günter Pröpper ein Torjäger und mit Gustav Jung der passende Flügelflitzer und Flankengeber dazu kamen, spielte Emil Meisen in einer Spitzenmannschaft und um den Einzug in die Bundesligaaufstiegsrunde. Zwei Runden, 1969/70 und 1970/71, musste sich Wuppertal aber mit dem dritten Platz begnügen.
In der Saison 1971/72 war Meisen mit dem Wuppertaler SV in der Westliga aber nicht mehr zu stoppen. Mit 111:23 Toren und 60:8 Punkten holte die Buhtz-Elf die Meisterschaft und zog in die Aufstiegsrunde zur Bundesliga ein. „Meister“ Pröpper hatte mit 52 Toren überlegen die Torjägerkrone gewonnen. Die Mannschaft gewann in der Aufstiegsrunde alle acht Spiele gegen die Konkurrenz des VfL Osnabrück, Borussia Neunkirchen, FC Bayern Hof und Tasmania 1900 Berlin. In der Ära der Aufstiegsrunden (1964–1974) schafften dies nur die Wuppertaler. Neben Meisen gehörten zum Team Manfred Müller, Manfred Cremer, Erich Miß, Manfred Reichert, Bernd Hermes, Herbert Stöckl, Jürgen Kohle, Detlef Webers, Gustav Jung, Günter Pröpper und Heinz-Dieter Lömm. Meisen spielte vor dem guten Torhüter Manfred Müller einen technisch starken Libero, Vorstopper Miss bekämpfte zumeist mit Erfolg die gegnerischen Torjäger, Cremer und Reichert waren offensivfreudige Außenverteidiger, das Mittelfeld mit Stöckl, Kohle, Hermes und dem „hängenden Linksaußen“ Lömm war laufstark und kombinationssicher und im Angriff servierte Jung in Serie die Flanken für den kopfballstarken Pröpper.
Seine beiden letzten Jahre beim Wuppertaler SV spielte Meisen in der Bundesliga. Im ersten Jahr, 1972/73, gelang mit dem vierten Rang die Qualifikation in den UEFA-Pokal. Der 33-jährige Libero hatte in 31 Spielen die Defensive dirigiert und Stürmer Pröpper mit seinen 21 Treffern auch seine Torgefährlichkeit in der Bundesliga unter Beweis gestellt. Im zweiten Jahr, 1973/74, konnte an diesen Erfolg nicht angeknüpft werden. In der ersten Runde des UEFA-Pokal kam gegen Ruch Chorzów aus Polen das frühe Aus. Zum Saisonende konnte der Abstieg erst am letzten Spieltag, den 18. Mai 1974, durch ein 2:2-Remis beim VfB Stuttgart vermieden werden. Der Punktgewinn führte zur Punktgleichheit mit SC Fortuna Köln, und durch das bessere Torverhältnis hielten die Oberbergischen die Klasse. Das Alter der Leistungsträger Meisen (* 1939), Reichert (* 1940) und Pröpper (* 1941) hatte sich aber bemerkbar gemacht.
Bei seinem Jugendverein TuRU Düsseldorf ließ Meisen seine Karriere ab 1974/75 ausklingen.

## Privates
Meisen arbeitete über 30 Jahre bei der Dresdner Bank, auch während seiner Karriere beim Wuppertaler SV ging er in Vollzeit arbeiten.

## Erfolge
- Aufstieg in die Bundesliga 1972